# اولسر (پوست‌شناسی)
اولسر (به انگلیسی: Ulcer) جراحتی روی پوست یا غشاء مخاطی است که همراه با ازهم پاشیدگی بافتی است. اولسرها ممکن است منجر به از دست رفتن کامل اپیدرم، اغلب بخشی از درم و حتی بافت زیرپوستی شوند. اولسرها اغلب روی پوست سرحدات پایینی و درون حفره گوارشی ظاهر می شوند. اولسری که روی پوست ظاهر می شود اغلب به صورت بافتی ملتهب پدیدار می گردد که سبب قرمز شدن آن ناحیه از پوست می شود. اولسر پوستی اغلب در مجاورت گرما و سرما، خارش یا در ارتباط با مشکلات دستگاه گردشی بروز می کند.
همچنین عدم تحرک، که منجر به فشار طولانی مدت روی بافت ها گردد نیز از عوامل اولسر است. چنین تنشی روی گردش خون، به اولسر پوستی تبدیل شده که اغلب به آن زخم بستر گویند. اولسرها اغلب تبدیل به عفونت و چرک می گردند.